# Roller freestyle ai III World Skate Games
Le competizioni di roller freestyle ai III World Skate Games si sono svolte dal 29 ottobre al 6 novembre 2022 a Buenos Aires, in Argentina. 

## Podi

### Uomini
| Evento | Oro              | Argento           | Bronzo         |
| Street | Diego Guilloud   | Noboru Katayama   | Joe Atkinson   |
| Park   | Julien Cudot     | Danilo Senna      | Diako Diaby    |
| Vert   | Takeshi Yasutoko | Yoshiki Takashima | Haruhi Shimizu |

### Donne
| Evento | Oro           | Argento           | Bronzo            |
| Street | María Muñoz   | Carla Pasquinelli | Mei Myoga         |
| Park   | Chihiro Azuma | Yoshiki Takashima | María Muñoz       |
| Vert   | Carla Martín  | Sorachi Kawasaki  | Eneritz Quincoces |